# Dendroleon koongarrensis
Dendroleon koongarrensis är en insektsart som beskrevs av Tim R. New 1985. Dendroleon koongarrensis ingår i släktet Dendroleon och familjen myrlejonsländor. Inga underarter finns listade i Catalogue of Life.